# Wiesław Langiewicz
Wiesław Langiewicz (Przemyśl, 2 gennaio 1940) è un ex cestista polacco.

## Carriera
Con la Polonia ha disputato i Campionati mondiali del 1967 e due edizioni dei Campionati europei (1963, 1965).

## Palmarès

### Squadra
- Campionato polacco: 2

Wisła Cracovia: 1963-64, 1967-68

### Individuale
- Polska Liga Koszykówki MVP: 1

Wisła Cracovia: 1967-68